# Desa Gerongan (administrativ by i Indonesien, lat -7,60, long 112,85)
Desa Gerongan är en administrativ by i Indonesien.   Den ligger i provinsen Jawa Timur, i den västra delen av landet, 700 km öster om huvudstaden Jakarta.